# 인천가석초등학교
인천가석초등학교는 대한민국 인천광역시 서구에 있는 공립 초등학교이다.

## 학교 연혁
- 1994. 09. 01 인천가석초등학교 개교(32학급)
- 1995. 11. 01 학교급식소 설치 3~6학년 급식실시
- 1996. 02. 15 제1회 졸업식(215명)
- 2000. 09. 01 48학급 편성(인천가현초등학교로 분리)
- 2007. 05. 26 제36회 전국 소년 체육대회(수영 금1, 은2, 동1 수상)
- 2007. 08. 27 EHP 냉난방 공사 완료
- 2007. 11. 08 “책사랑 글 향기 샘터”도서관 개관
- 2007. 12. 12 급식실 현대화 공사 및 본관ㆍ신관 연결통로 구축
- 2008. 05. 31 제37회 전국 소년 체육대회(수영 동1 수상)
- 2008. 12. 29 2008학년도 교육활동 우수학교 수상
- 2009. 05. 31 제38회 전국 소년 체육대회(수영 금2, 은1, 동3 수상)
- 2009. 12. 29 2009학년도 교육활동 우수학교 수상
- 2010. 06. 12 인천광역시 청소년 과학탐구대회 금상 수상
- 2010. 11. 17 제15회 수학사고력 겨루기 대회 금상, 은상, 동상 수상
- 2011. 06. 07 방송실 현대화 사업 공사 및 노후 방송시설 교체
- 2011. 06. 23 제29회 인천광역시 학생과학실험대회 금상, 은상, 학교부문 은상 수상
- 2011. 07. 18 2011년 인천광역시 자연관찰탐구대회 금상 수상
- 2011. 11. 16 제16회 수학사고력 겨루기 대회 금상 수상
- 2012. 05. 22 제9회 서부가족놀이마당 대상2, 장려1 수상
- 2012. 05. 29 제41회 전국소년체육대회(수영 동1 수상)
- 2012. 07. 05 제30회 인천광역시 학생과학실험대회 금상, 은상, 학교부문 은상 수상
- 2012. 07. 05 2012 정다운 이웃 따뜻한 가족 실천사례발표대회 학생부문 최우수 수상
- 2012. 08. 22 제2과학실 신설
- 2012. 11. 14 제17회 수학사고력 겨루기 대회 은상2 수상
- 2013. 03. 01 제7대 황인강 교장 취임
- 2013. 06. 28 2013년도 인천광역시 과학전람회 식물부문 우수상 1
- 2013. 06. 30 2013년도 인천광역시 청소년과학탐구대회 항공우주분야 은상 1
- 2013. 08. 20 음악실, 예절실 구축
- 2013. 10. 04 학교 정문 교체 준공
- 2013. 10. 08 제10회 서부가족발명놀이마당 금상 1, 동상 1, 장려 1
- 2013. 10. 25 2013 인천발명아이디어 그리기대회 은상 1
- 2013. 11. 06 제13회 푸른꿈가꾸기 서부독서인 대회 대상 1
- 2013. 12. 24 제55회 전국학생미술대제전 금상1, 우수2
- 2014. 03. 01 본관 및 신관 복도 도색
- 2014. 04. 16 중앙 현관 리모델링, 제2돌봄교실 구축
- 2014. 04. 30 제1컴퓨터실 리모델링(30대 교체)
- 2014. 05. 11 운동장 스탠드 도색
- 2014. 06. 17 제32회 인천광역시 청소년과학탐구대회(과학미술부문) 장려1
- 2014. 06. 27 제34회 인천광역시 과학전람회(식물부문) 장려1
- 2014. 08. 01 2014년 청렴캐치프레이즈 포스터 공모대회 장려1
- 2014. 11. 14 2014 푸른꿈 가꾸기 독서인 대회 장려3
- 2014. 11. 17 2014 정다운 이웃 따뜻한 가족 실천사례 발표대회 우수1
- 2014. 11. 17 교사 업무공간 현대화(23학급)
- 2014. 11. 22 2014 인천발명 아이디어 그리기대회 금상1
- 2015. 02. 13 제20회 졸업식(남: 46명, 여: 54명, 계: 100명)
- 2015. 03. 02 23학급(특수학급 2학급 포함) 편성, 입학식

## 참고 자료
- 인천가석초등학교 - 한국교육학술정보원 학교알리미